# Tranvia di Locarno
La tranvia di Locarno era costituita da una sola breve linea tranviaria a trazione elettrica che collegava la città a Muralto e Minusio, transitando anche dalla stazione ferroviaria. Fu in esercizio dal 1908 al 1960. Fu inizialmente gestita dalla Tramvie Elettriche Locarnesi (TLo), in seguito il servizio fu affidato alle Ferrovie regionali ticinesi (FRT, oggi FART).

## Storia

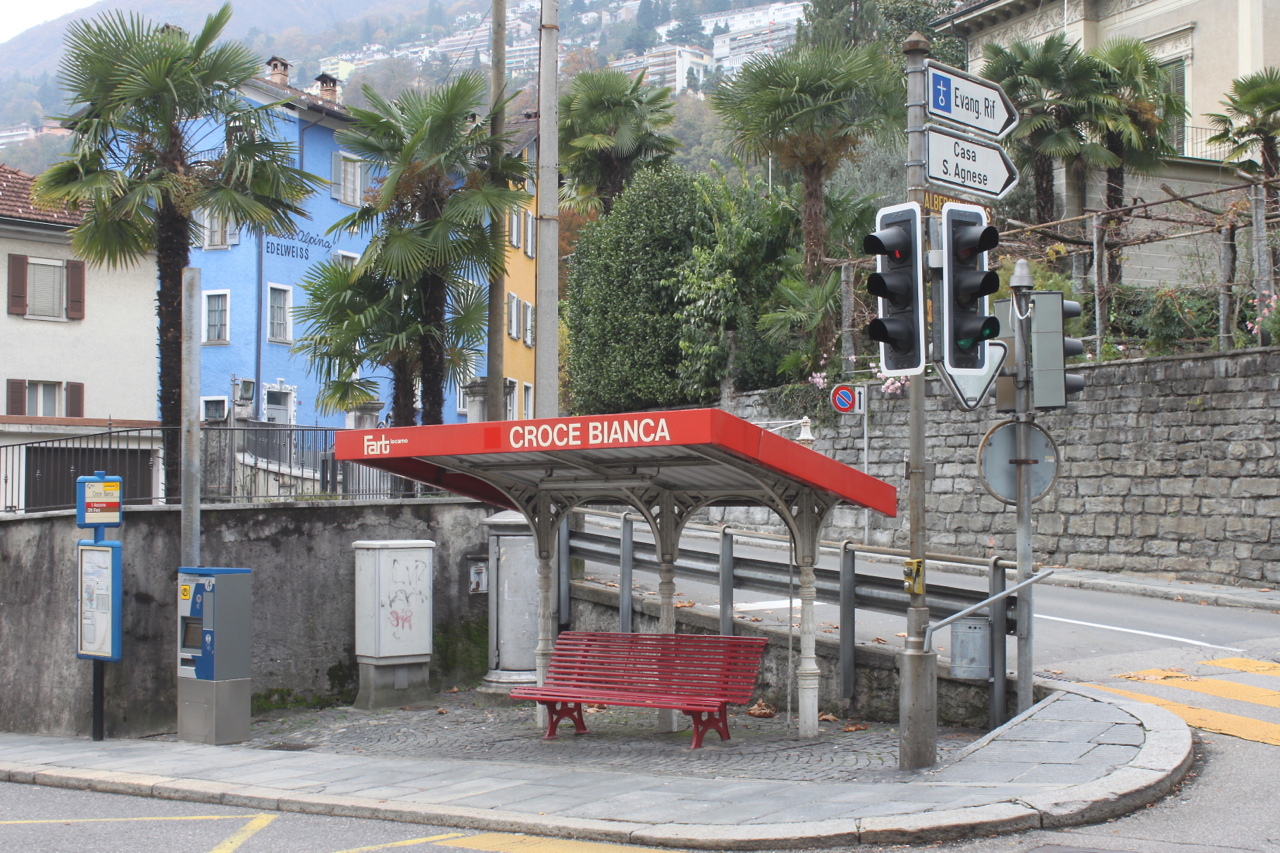
Fermata di Muralto Croce Bianca.

Il servizio fu inaugurato il 1º ottobre 1908 sul percorso stazione Sant'Antonio (capolinea della ferrovia della Vallemaggia inaugurata un anno prima) – Piazza Grande – Stazione Gottardbahn – Minusio. La richiesta di concessione prevedeva che la tranvia avesse le medesime caratteristiche tecniche della ferrovia della Vallemaggia dalla stazione di Locarno S. Antonio sino all'allora officina del gas; in quel punto la linea si sarebbe diramata: da una parte la linea per la stazione della Ferrovia del Gottardo attraverso la Piazza Grande (con caratteristiche tranviarie), dall'altra una linea lungo via G. A. Orelli verso il lago (da costruirsi con caratteristiche tali da permettere la circolazione dei treni merci provenienti dalla Vallemaggia). Già nel 1908 la compagnia richiese una modifica della concessione in modo tale da poter essere liberata dall'obbligo di trasporto di viaggiatori e bagagli lungo la linea per il lago.
Nel 1910 la linea fu prolungata fino a Piazza Sant'Antonio. Questo percorso fu soppresso nel 1933 a causa della scarsa frequentazione (su 40 corse giornaliere, 10 circolavano a vuoto). Il 20 marzo 1914 venne aperta all'esercizio la tratta tra Minusio e il definitivo capolinea presso l'albergo Esplanade. La linea fu in seguito nuovamente prolungata fino a Solduno, sui binari delle ferrovie FRT (Valmaggina e Centovallina). Il 30 aprile 1960 terminò il servizio tranviario, sostituito da autocorse.
La società TLo rimase autonoma fino al 1923, anno dell'apertura della ferrovia Locarno - Domodossola. Da allora la gestione del servizio è assicurata dalle Ferrovie regionali ticinesi (FRT, oggi FART) che raggruppa le citate ferrovie Locarno - Domodossola, Locarno - Bignasco e la tranvia).

## Percorso
|  | Unknown route-map component "uexKBHFa" |

|  | Unknown route-map component "uexHST" |

|  | Unknown route-map component "uexHST" |

|  | Unknown route-map component "uexHST" |

|  | Unknown route-map component "uexHST" | Unknown route-map component "exKBHFa" | Unknown route-map component "tKBHFa" |  |

|  | Unknown route-map component "uexmABZg+l" | Unknown route-map component "exSTRr" | Unknown route-map component "tSTR" |  |

|  | Unknown route-map component "uexmABZgl" | Unknown route-map component "exSTR+r" | Unknown route-map component "tSTR" |  |

|  | Unknown route-map component "uexHST" | Unknown route-map component "exSTR" | Unknown route-map component "tSTR" |  |

|  | Unused straight waterway | Unknown route-map component "exBST" | Unknown route-map component "tSTR" |  |

|  | Unknown route-map component "uexHST" | Unknown route-map component "exSTR" | Unknown route-map component "tSTR" |  |

|  | Unknown route-map component "uexHST" | Unknown route-map component "exHST" | Unknown route-map component "tSTR" |  |

|  | Unknown route-map component "uexmABZg+l" | Unknown route-map component "exSTRr" | Unknown route-map component "tSTR" |  |

| Unknown route-map component "uexSTR+l" | Unknown route-map component "uexABZgr" |  | Unknown route-map component "tSTR" |  |

| Unknown route-map component "uexKBHFe" | Unused straight waterway |  | Unknown route-map component "tSTR" |  |

|  | Unknown route-map component "uexKSTRe" + Unknown route-map component "exKSTRa" + Unknown route-map component "exlBHF" |  | Unknown route-map component "tBHF" |  |

|  | Unknown route-map component "exHST" |  | Unknown route-map component "tHST" |  |

|  | Unknown route-map component "xABZg+l" | Unknown route-map component "tSTRaq" | Unknown route-map component "tSTRr" |  |

|  | Stop on track |

|  | Stop on track |

|  | Unknown route-map component "eBS2+l" | Unknown route-map component "BS2+r" |  |  |  |

|  | Unknown route-map component "exCONTf" | Continuation forward |  |  |  |

Note

Raccordo per il lago, anni 1914-1918.

- la stazione di Locarno FART è capolinea (dal 1923) della ferrovia per Domodossola e dal 1908 al 1965 di quella per Bignasco;
- i binari del tram furono utilizzati, tra Sant'Antonio e Locarno FART, anche dalla ferrovia per Bignasco[8] e da quella per Domodossola. Nell'aprile 1927[9] venne inaugurata la cosiddetta circonvallazione Lago usata dalle due ferrovie ma non dai tram. Nel 1990 fu sostituita da una galleria.

## Materiale rotabile
Sin dall'apertura all'esercizio della fino alla sua sostituzione con autobus vennero impiegate tre elettromotrici Ce 2/2 1-3 di costruzione MAN/Alioth. Nel 1946 vennero affiancate da due elettromotrici Ce 2/4 4-5 di costruzione MAN/Oerlikon provenienti dalla tranvia Altstätten — Berneck dove erano entrate in servizio nel 1904. Al momento della cessazione del servizio tutto il materiale rotabile passò alle FART. Tuttora preservate sono le motrici Ce 2/2 1, in servizio presso le FART come Be 2/2 7, e le Ce 2/4 4-5, che erano state quasi subito cedute dalle FART alla SSIF. La motrice numero 4 è esposta presso la stazione di Santa Maria Maggiore, mentre la numero 5, di proprietà della Associazione Ferrovia Biella Oropa, è conservata presso il santuario di Oropa a ricordare la soppressa tranvia per Biella.